# Prospect Park (Nova Jersey)
Prospect Park és una població dels Estats Units a l'estat de Nova Jersey. Segons el cens del 2007 tenia 5.633 habitants.

## Demografia
Segons el cens del 2000, Prospect Park tenia 5.779 habitants, 1.822 habitatges, i 1.432 famílies. La densitat de població era de 4.648,5 habitants/km².
Dels 1.822 habitatges en un 44,7% hi vivien nens de menys de 18 anys, en un 52,7% hi vivien parelles casades, en un 20% dones solteres, i en un 21,4% no eren unitats familiars. En el 17% dels habitatges hi vivien persones soles el 6,6% de les quals corresponia a persones de 65 anys o més que vivien soles. El nombre mitjà de persones vivint en cada habitatge era de 3,17 i el nombre mitjà de persones que vivien en cada família era de 3,56.
Per edats la població es repartia de la següent manera: un 29,6% tenia menys de 18 anys, un 10,3% entre 18 i 24, un 32,8% entre 25 i 44, un 18,5% de 45 a 60 i un 8,8% 65 anys o més.
L'edat mediana era de 31 anys. Per cada 100 dones de 18 o més anys hi havia 84,7 homes.
La renda mediana per habitatge era de 46.434 $ i la renda mediana per família de 49.405 $. Els homes tenien una renda mediana de 31.951 $ mentre que les dones 26.569 $. La renda per capita de la població era de 16.410 $. Aproximadament el 7,9% de les famílies i el 10% de la població estaven per davall del llindar de pobresa.

## Poblacions properes
El següent diagrama mostra les poblacions més properes.